# Куда приводят мечты
«Куда́ приво́дят мечты́» (англ. What Dreams May Come) — фантастическая мелодрама Винсента Уорда, снятая по одноимённой книге Ричарда Мэтисона. Фильм удостоен премии «Оскар» за лучшие визуальные эффекты.

## Сюжет
Крис и Энни познакомились на отдыхе. Влюбившись, они создали семью, в которой позже появились сын и дочь. Но однажды они теряют сразу обоих детей, попавших в автокатастрофу. Энни впадает в депрессию, а Крис пытается забыться, отдавшись профессии детского врача.
Спустя четыре года Крис также попадает в автомобильную аварию и умирает. Его душа попадает в рай.
Через некоторое время кончает жизнь самоубийством Энни, не выдержавшая полного одиночества. Из-за совершения смертного греха её душа попадает в ад. Узнав об этом, душа Криса отправляется на поиски жены.

## В ролях
- Робин Уильямс — Крис Нильсен
- Аннабелла Шиорра — Энни Коллинз-Нильсен
- Джессика Брукс Грант — Мэри Нильсен, дочь Криса и Энни
- Джош Пэддок — Иен Нильсен, сын Криса и Энни
- Кьюба Гудинг мл. — лже-Альберт Льюис / душа Иена Нильсена
- Макс фон Сюдов — Перевозчик / настоящий Альберт Льюис
- Розалинд Чао — Леона / душа Мэри Нильсен
- Вернер Херцог — Фейс

## Награды и номинации
- 1999 — премия «Оскар» — Лучшие визуальные эффекты.
- 1999 — номинация на «Оскар» — Лучшая работа художника-постановщика.
- 1999 — премия «Спутник» — Лучшие визуальные эффекты.

## Отзывы
Фильм получил смешанные отзывы кинокритиков. На сайте Rotten Tomatoes фильм имеет рейтинг 54 %, что основано на 69 рецензиях критиков, со средней оценкой 5,62 из 10. На Metacritic — 44 балла из 100 на основе 25 рецензий.
Роджер Эберт оценил фильм в 3,5 звезды из четырёх. Критик назвал фильм захватывающим и очень красивым, но выразил сожаление, что доводя зрителя до эмоциональной грани, фильм не подталкивает его дальше. По мнению Эберта, фильм мог получиться лучше, но, несмотря на недостатки, это фильм, которым стоит дорожить.